# Ľubotínská pahorkatina
Ľubotínská pahorkatina je geomorfologický podcelek Spišsko-šarišského medzihoria.

## Vymezení
Podcelek zabírá severozápadní část Spišsko-šarišského medzihoria a severním okrajem se v údolí řeky Poprad dotýká státní hranice s Polskem. Jihovýchodní okraj lemuje Čergov, severovýchodně a severně navazuje Ľubovnianská vrchovina. Na zbývající části sousedí už jen s podcelky Spišsko-šarišského medzihoria; na severozápadě je to Ľubovňanská kotlina, jihozápadní okraj lemuje Hromovec a na jihovýchodě se krátkým úsekem dotýká Šarišské podolie.

## Chráněná území
Na území pahorkatiny leží několik maloplošných chráněných území:
- Skalná ihla – přírodní památka
- Skalky pri Údole – přírodní památka
- Okrúhly kopec – přírodní památka
- Rebrá – přírodní památka
- Kyjovské bradielko – přírodní památka
- Lysá hora – přírodní památka
- Bradlové pásmo – přírodní památka
- Plavečské štrkoviská – chráněný areál
- Slatina pri Šarišskom Jastrabí – přírodní rezervace[2]

## Doprava
V severní části je osou území řeka Poprad, v jejímž údolí vedou hlavní dopravní komunikace. Z města Stará Ľubovňa do Prešova vede silnice I/68, na kterou se v Ľubotíne připojuje silnice I/77 do Bardejova. Údolím řeky vede i železniční trať Poprad-Tatry – Plaveč, která se ve stanici Plaveč připojuje na trať Košice–Muszyna.